# 巴聚内斯特
巴聚内斯特（法語：Bazus-Neste）是法国上比利牛斯省的一个市镇，属于巴涅雷德比戈尔区（Bagnères-de-Bigorre）拉巴尔特德内斯特县（La Barthe-de-Neste）。该市镇总面积2.49平方公里，2009年时的人口为43人。

## 人口
巴聚内斯特人口变化图示